# Villalpardo
Villalpardo – gmina w Hiszpanii, w prowincji Cuenca, w Kastylii-La Mancha, o powierzchni 31,49 km². W 2011 roku gmina liczyła 1148 mieszkańców.